# Derek Saunders
Derek William Saunders (Ware, 6 gennaio 1928 – 3 marzo 2018) è stato un calciatore inglese, di ruolo difensore.

## Carriera

### Club
Nella stagione 1945-1946 gioca 31 partite in Southern Football League (all'epoca una delle principali leghe non professionistiche inglesi) con il Ware, club della sua città natale. Passa quindi al Walthamstow Avenue, con cui rimane fino al 1953 vincendo da capitano del club una FA Amateur Cup ed una Isthmian League.
Nell'estate del 1953 si trasferisce al Chelsea, club di prima divisione, esordendo quindi tra i professionisti all'età di 23 anni: la sua prima partita è in particolare la sconfitta casalinga per 2-1 contro lo Sheffield Utd del 5 settembre 1953. Nella sua prima stagione gioca 33 partite (e segna un gol, il 17 marzo 1954 nella vittoria casalinga per 5-0 contro il West Bromwich) in campionato ed una partita in FA Cup.
Gioca stabilmente da titolare anche nella stagione 1954-1955, in cui giocando tutte e 42 le partite di campionato e segnandovi un gol (ancora contro il West Bromwich, nel successo esterno per 4-2 del 9 marzo 1955) contribuisce alla vittoria del primo campionato nella storia del club (oltre che, in generale, il primo trofeo in ambito nazionale vinto dal Chelsea nella propria storia). Anche negli anni seguenti Saunders continua a giocare titolare nel club, con cui vince il Charity Shield nel 1955 e gioca 109 partite (con 6 gol segnati) nei 3 campionati tra il 1955 ed il 1958. A partire dalla stagione 1957-1958 diventa inoltre capitano dei Blues: la sua prima partita con la fascia al braccio è il pareggio per 1-1 sul campo del Tottenham il 24 agosto 1957, e complessivamente disputa 56 partite come capitano, nell'arco di 2 stagioni (la 1957-1958 e la 1958-1959). In quest'ultima stagione, che è anche la sua ultima nel club (oltre che in generale da calciatore), disputa tra l'altro la prima partita della storia del Chelsea in una competizione europea: si tratta del successo per 3-1 sul campo dei danesi del Frem del 30 settembre 1958, in Coppa delle Fiere. Si tratta peraltro di una delle sole 2 partite europee di Saunders con la maglia del Chelsea (la seconda è il successo per 4-1 del 4 novembre 1958 nella partita di ritorno contro i danesi; in precedenza aveva anche preso parte a 2 incontri della Coppa delle Fiere 1955-1958 con la rappresentativa London XI), che nella stagione 1958-1959 viene impiegato con minor regolarità degli anni precedenti (è l'unica stagione in carriera in cui, giocando 19 partite, non supera la soglia delle 30 presenze in campionato). A fine stagione si ritira, con un totale di 223 presenze e 9 reti in partite ufficiali con il Chelsea (203 presenze in prima divisione, 17 in FA Cup e 2 in Coppa delle Fiere).

### Nazionale
Nel 1952 prende parte ai Giochi della XV Olimpiade, nei quali gioca l'unica partita disputata dalla nazionale britannica, ovvero la sconfitta per 5-3 dopo i tempi supplementari del turno di qualificazione del 16 luglio 1952 contro il Lussemburgo.

## Palmarès

### Club

#### Competizioni nazionali
- Campionato inglese: 1

Chelsea: First Division 1954-1955
- Community Shield: 1

Chelsea: 1955
- FA Amateur Cup: 1

Walthamstow Avenue: 1951-1952
- Isthmian League: 1

Walthamstow Avenue: 1952-1953